# Егоров, Вадим Владимирович
Вади́м Влади́мирович Его́ров  (род. 7 мая 1947, Эберсвальде, Советская зона оккупации Германии) — советский и российский поэт, бард, автор более 200 песен и около 500 поэтических произведений. Обладатель национальной общественной премии в области авторской песни «Благодарность», присуждаемой за «выдающийся вклад в золотой фонд авторской песни», золотой медали «Бард России», учреждённой сибирским фондом по увековечиванию памяти Владимира Высоцкого, а также премии имени Евгения Евтушенко «Поэт в России больше, чем поэт».

## Биография
Окончил Московский государственный педагогический институт имени В. И. Ленина по специальности «преподаватель русского языка и литературы» (1969). Дефектолог, кандидат психологических наук (1976), автор научных работ.

## Творчество
Стихи пишет с 1961 года, песни на свои стихи — с 1963 года. С детства играл на фортепиано и скрипке, а в 30-летнем возрасте освоил шестиструнную гитару. При этом до 1976 года во время исполнения песен он аккомпанировал себе на фортепиано, позже — на гитаре.
По собственному признанию, ощутил себя известным с появлением песни «Я вас люблю, мои дожди», которая «шквалом прокатилась по стране», а в 1970 году появилась на гибкой пластинке в журнале «Кругозор» в исполнении ансамбля Сергея Никитина.

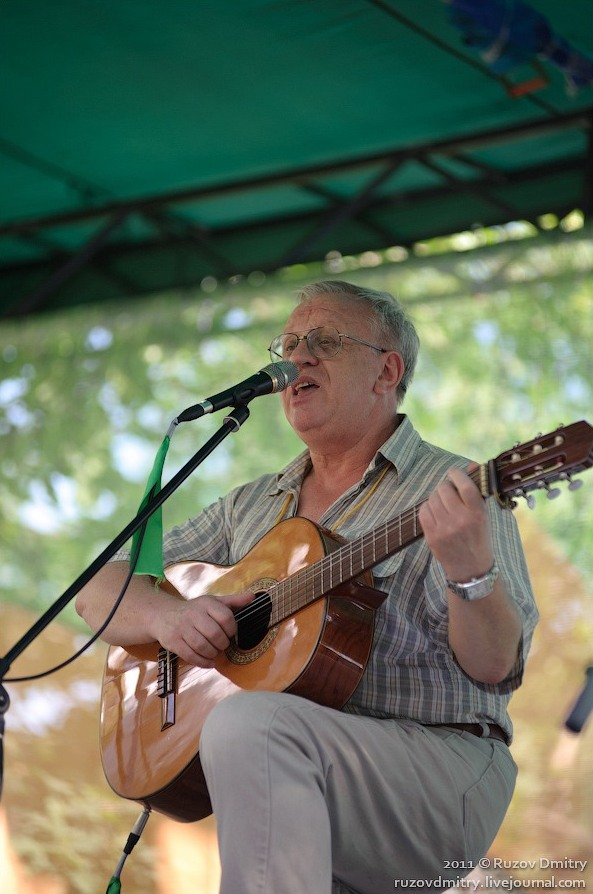
На Грушинском фестивале (2011)

Наиболее известные песни:
- «Я вас люблю, мои дожди»;
- «Ланка» (муз. Ю.Колесникова);
- «Пьеро»;
- «Друзья уходят»;
- «Дождь смоет все следы»;
- «Облака» («Белые панамки»);
- «Монолог сына»

### Дискография
- 1988 — «Но не прервать связующую нить». Виниловый диск.
- 1990 — «Патриаршие пруды». Виниловый диск.
- 1993 — «Карусель 1». Виниловый диск.
- 1993 — «Карусель 2». Виниловый диск.
- 1995 — «Я вас люблю, мои дожди». CD.
- 1998 — «Диалектика любви». CD.
- 2001 — «Отзвук звука». CD.
- 2004 — «Вальс при свете фонаря. CD.»
- 2005 — «Говорящая книга». CD.
- 2007 — «Растительная жизнь». CD.
- 2007 — «Вадим Егоров. МР3».
- 2010 — «Серия „Российские барды“».

### Фильмография
- 1983 — «Люди и дельфины» — автор песни.
- 1986 — «Размах крыльев» — автор и исполнитель песни.

## Семья
- Жена — Веста Солянина, исполнитель авторских песен, лауреат Грушинского фестиваля
  - Сын — Илья, врач высшей категории, доктор медицинских наук;
  - Дочь  — Анастасия Егорова, фотохудожник[3].

## Награды
- Медаль ордена «За заслуги перед Отечеством» II степени (5 сентября 2022 года) — за большой вклад в развитие отечественной культуры и искусства, многолетнюю плодотворную деятельность[4].